# Apostolos Konstandopulos
Apostolos Konstandopulos (nowogr. Απόστολος Κωνσταντόπουλος; ur. 2 sierpnia 2002 w Agrinio) – grecki piłkarz grający na pozycji obrońcy w klubie Raków Częstochowa.

## Kariera juniorska
Konstandopulos grał jako junior w Panetolikos GFS (2007–2020).

## Kariera seniorska

### Panetolikos GFS
Konstandopulos zaliczył debiut dla pierwszej drużyny Panetolikosu GFS 6 lipca 2020 w zremisowanym 2:2 spotkaniu przeciwko PAE Atromitos, zdobył wtedy też swoją pierwszą bramkę. Łącznie rozegrał dla nich 29 meczów i strzelił jednego gola.

### K Beerschot VA
Konstandopulos przeniósł się do K Beerschot VA 18 czerwca 2021. Debiut dla nich zaliczy 27 lipca 2021 w przegranym 0:1 spotkaniu przeciwko Cercle Brugge. Pierwszego gola strzelił 29 stycznia 2022 w meczu z SV Zulte Waregem (3:3). Ostatecznie w ich barwach wystąpił 97 razy i zdobył 7 bramek.
W sezonie 2022/23 Konstandopulos czterokrotnie zagrał dla rezerw K Beerschot VA.

### Raków Częstochowa
Konstandopulos przeszedł do Rakowa Częstochowa 1 lipca 2025.

## Kariera reprezentacyjna

### Młodzieżowe reprezentacje Grecji
W latach 2017–2018 Konstandopulos 6 razy zagrał dla reprezentacji Grecji U-16. W 2019 zaliczył dwa występy w kadrze Grecji U-17. W latach 2020–2024 rozegrał 14 meczów w barwach reprezentacji Grecji U-21.

## Statystyki

### Klubowe
(aktualne na dzień 1 lipca 2025)
| Klub               | Sezon              | Liga               | Liga  | Liga   | Puchar kraju | Puchar kraju | Europa | Europa | Inne  | Inne   | Suma  | Suma   |
| Klub               | Sezon              | Liga               | Mecze | Bramki | Mecze        | Bramki       | Mecze  | Bramki | Mecze | Bramki | Mecze | Bramki |
| ------------------ | ------------------ | ------------------ | ----- | ------ | ------------ | ------------ | ------ | ------ | ----- | ------ | ----- | ------ |
| Panetolikos GFS    | 2019/20            | Superleague Ellada | 3     | 1      | 0            | 0            | –      | –      | –     | –      | 3     | 1      |
| Panetolikos GFS    | 2020/21            | Superleague Ellada | 24    | 0      | 1            | 0            | –      | –      | 1     | 0      | 26    | 0      |
| Panetolikos GFS    | Ogólnie            | Ogólnie            | 27    | 1      | 1            | 0            | 0      | 0      | 1     | 0      | 29    | 1      |
| K Beerschot VA     | 2021/22            | Eerste klasse A    | 10    | 1      | 1            | 0            | –      | –      | –     | –      | 11    | 1      |
| K Beerschot VA     | 2022/23            | Eerste klasse B    | 21    | 0      | 0            | 0            | –      | –      | –     | –      | 21    | 0      |
| K Beerschot VA     | 2023/24            | Eerste klasse B    | 29    | 3      | 1            | 0            | –      | –      | –     | –      | 30    | 3      |
| K Beerschot VA     | 2024/25            | Eerste klasse      | 32    | 2      | 3            | 1            | –      | –      | –     | –      | 35    | 3      |
| K Beerschot VA     | Ogólnie            | Ogólnie            | 92    | 6      | 5            | 1            | 0      | 0      | 0     | 0      | 97    | 7      |
| K Beerschot VA U23 | 2022/23            | Vierde klasse      | 4     | 0      | 0            | 0            | –      | –      | –     | –      | 4     | 0      |
| K Beerschot VA U23 | Ogólnie            | Ogólnie            | 4     | 0      | 0            | 0            | 0      | 0      | 0     | 0      | 4     | 0      |
| Raków Częstochowa  | 2025/26            | Ekstraklasa        | 0     | 0      | 0            | 0            | 0      | 0      | –     | –      | 0     | 0      |
| Raków Częstochowa  | Ogólnie            | Ogólnie            | 0     | 0      | 0            | 0            | 0      | 0      | 0     | 0      | 0     | 0      |
| Ogólnie w karierze | Ogólnie w karierze | Ogólnie w karierze | 123   | 7      | 6            | 1            | 0      | 0      | 1     | 0      | 130   | 8      |

### Reprezentacyjne
(aktualne na dzień 1 lipca 2025)
| Reprezentacja      | Rok                | Mecze | Bramki |
| ------------------ | ------------------ | ----- | ------ |
| Grecja U-16        | 2017               | 3     | 0      |
| Grecja U-16        | 2018               | 3     | 0      |
| Ogólnie            | Ogólnie            | 6     | 0      |
| Grecja U-17        | 2019               | 2     | 0      |
| Ogólnie            | Ogólnie            | 2     | 0      |
| Grecja U-21        | 2020               | 2     | 0      |
| Grecja U-21        | 2021               | 1     | 0      |
| Grecja U-21        | 2023               | 6     | 0      |
| Grecja U-21        | 2024               | 5     | 0      |
| Ogólnie            | Ogólnie            | 14    | 0      |
| Ogólnie w karierze | Ogólnie w karierze | 22    | 0      |

## Sukcesy
Sukcesy w karierze klubowej:

### K Beerschot VA
- Eerste klasse B (1×): 2023/2024